# Orlando Festival

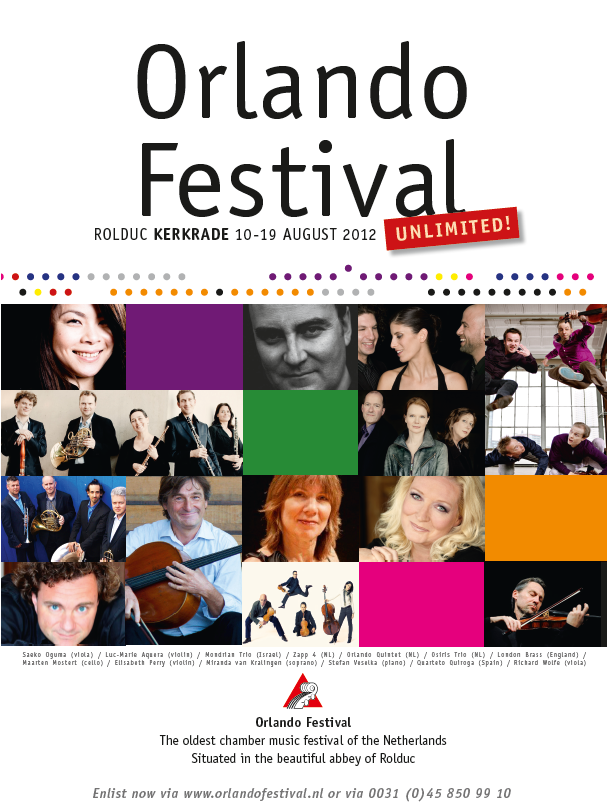
Poster van het 31e Orlando Festival (2012)

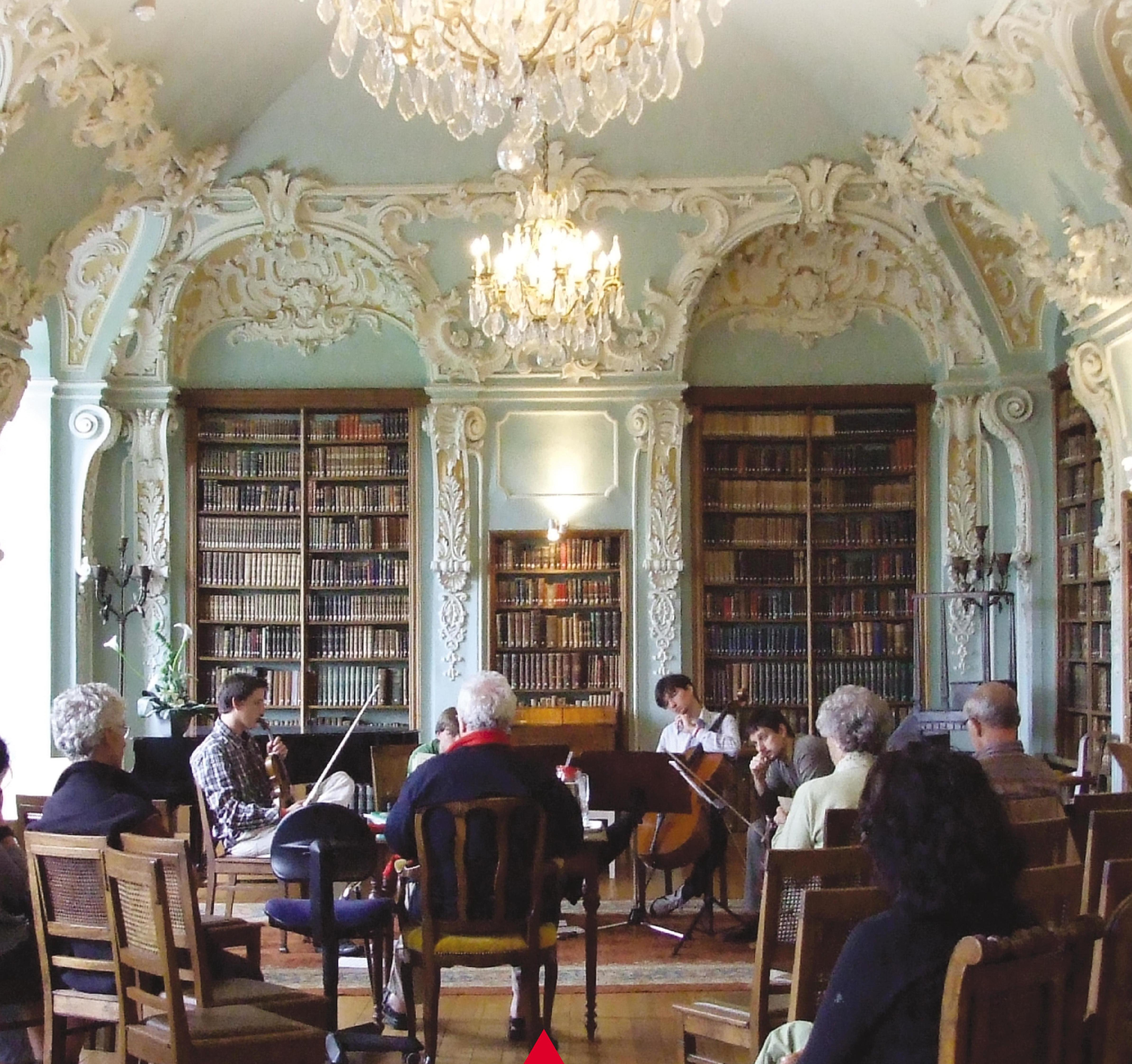
Kamerconcert in de rococobibliotheek van Rolduc (2008 of eerder)

Het Orlando Festival was een internationaal festival voor kamermuziek, dat van 1982 tot 2023 jaarlijks werd gehouden in Zuid-Limburg met als centraal punt de Abdij Rolduc in Kerkrade. Het gold in Nederland als het oudste in zijn soort.
De oprichter en eerste artistiek leider was de cellist Stefan Metz, lid van het toenmalige Orlando Kwartet. Hij werd in 2011 opgevolgd door Maarten Mostert en in 2014 door Henk Guittart. Het festival werd georganiseerd en geproduceerd door de Stichting Kamermuziek Limburg. In september 2022 werd opheffing van het festival in 2023 aangekondigd.

## Opzet
Het Orlando Festival vond jaarlijks plaats gedurende tien dagen in augustus. Elf avondconcerten en tien middagconcerten werden gegeven door ongeveer dertig internationale kamermusici. De concerten vonden plaats in de Abdij Rolduc (onder andere in de rococobibliotheek) en op diverse andere plaatsen in de provincie Limburg, waaronder het Parkstad Limburg Theater Kerkrade, de kloosterbibliotheek Wittem en de Sint Janskerk in Maastricht. Het festival had tevens een uitdrukkelijke educatieve doelstelling: de optredende musici gaven les aan zowel amateurs als jonge professionele musici in openbare lessen, masterclasses en workshops, waarna het resultaat ten gehore werd gebracht in ongeveer twintig middagconcerten op diverse locaties. De ensembles hadden een wisselende omvang en samenstelling. Het repertoire varieerde van oude muziek tot eigentijdse muziek. Jaarlijks stond werk van een Nederlandse componist centraal. In 2018 was dat Louis Andriessen, in 2019 de kort daarvoor overleden Hans Kox.

## Orlando Concours
In 2013 fuseerde het Orlando Festival met het Charles Hennen Concours te Heerlen. Daarna werd gedurende enkele zomers het Orlando Concours georganiseerd: in 2014 voor strijkkwartetten, in 2015 voor pianotrio's, in 2016 voor gemengde ensembles en in 2017 opnieuw voor strijkkwartetten. In 2018 hield het concours op te bestaan.

## Opheffing
In september 2022 kondigde de Raad van Toezicht van Stichting Kamermuziek Limburg aan dat het Orlando Festival met ingang van 2023 moest worden opgeheven. Als redenen werden genoemd:
- het integraal verdwijnen van provinciale subsidie met ingang van 2023;
- een te grote afhankelijkheid van en onzekerheid over incidentele bijdragen van fondsen;
- prijsstijgingen voor concertfaciliteiten die geen gelijke tred hielden met de beschikbare middelen;
- tegenvallend bezoek door de naweeën van de covid-periode, waardoor realisering van begrote recettes in het gedrang kwam.

Per 1 januari 2023 vond de opheffing definitief plaats.